# Aeroportul Haeju
Aeroportul Haeju (IATA: HAE) este un aeroport din Haeju⁠(d), Provincia Hwanghae de Sud, Coreea de Nord ce deservește zona Haeju⁠(d). A fost numit după zona deservită.
Situat la o altitudine de 40 m, aeroportul dispune de o singură pistă. Este operat de Coreea de Nord.